# Mill Shoals (Illinois)
Mill Shoals – wieś w Stanach Zjednoczonych, w stanie Illinois, w hrabstwie White.